# Artigues-près-Bordeaux
Artigues-près-Bordeaux é uma comuna francesa na região administrativa da Nova Aquitânia, no departamento da Gironda. Estende-se por uma área de 7,36 km². Em 2010 a comuna tinha 8 729 habitantes (densidade: 1 186 hab./km²).